# Xã Hill, Quận Independence, Arkansas
Xã Hill (tiếng Anh: Hill Township) là một xã thuộc quận Independence, tiểu bang Arkansas, Hoa Kỳ. Năm 2010, dân số của xã này là 357 người.